# سمك البغروس
سمك البغروس (بالإنجليزية: Porgie fishing)‏ هو سمك يعيش في الأماكن الضَّحْلة من البحار الدافئة. وجسمُ البَغْرُوس مستطيل وله جَنْبان مسطَّحان. ومعظم أسماك البَغْرُوس فضية اللون. وهي غذاء جيّد، ويتم اصطيادها هوايةً وللأغراض التجارية.وهناك أكثر من مائة نوع من أسماك البَغْرُوس، يعيش العديد منها بمحاذاة سواحل أمريكا الشمالية. والبَغْرُوس ذو الرأس الخضَّاض أَحدُ أكبر أنواع هذه الأسماك، ويبلغ طوله نحو 60 سم ويزن ما بين 3.5 و4.5 كجم.